# Yabebyry
Yabebyry é uma cidade do Paraguai, Departamento de Misiones. Possui uma população de 3.337 habitantes. Sua economia é baseada na agricultura.

## Transporte
O município de Yabebyry é servido pelas seguintes rodovias:
- Caminho em pavimento ligando a cidade ao município de San Ignacio Guazú
- Caminho em terra ligando a cidade ao município de Ayolas[1][2][3]